# West Island (Australia Meridionale)
West Island è un'isola situata nell'Encounter Bay, insenatura interna alla Gran Baia Australiana, a est della penisola di Fleurieu e a sud di Victor Harbor, nell'Australia Meridionale (Australia).
L'isola, dal 1972, fa parte di un'area protetta  (West Island Conservation Park) che comprende anche la piccola Seal Island situata a sud-est di Granite Island.

## Geografia
L'isola, di forma arrotondata e di formazione granitica, si trova 1,5 km a sud-ovest di Rosetta Heads; ha una superficie di 0,1 km² e ha un'altezza massima di 40 m.

### Fauna
Sull'isola ci sono delle colonie riproduttive di pinguino minore blu,  gabbiano australiano, sterna crestata, sterna maggiore e sterna delle fate; benché la popolazione di pinguino minore blu su West Island e su Granite Island sia in via di estinzione.
West island supporta tre specie di rettili: Hemiergis peronii, Egernia whitii ed Egernia cunninghami.